# スペインによるサルデーニャ侵攻
スペインによるサルデーニャ侵攻（スペインによるサルデーニャしんこう、英語: Spanish conquest of Sardinia）、またはスペインによるサルデーニャ遠征（スペインによるサルデーニャえんせい、英語: Spanish expedition to Sardinia）は、1717年8月から11月にかけて行われた遠征。スペイン継承戦争が1714年に終結した後、スペインとオーストリアがはじめて交戦した戦闘であり、1718年に四国同盟戦争が勃発する直接的な原因となった。レーデ侯爵とモンテマール公爵率いるスペイン軍は艦隊の支援を受けて易々と皇帝軍を破り、サルデーニャ島の全土を占領した。1714年のラシュタット条約により皇帝が統治していたサルデーニャは侵攻でスペイン領に戻されたが、奪回された以降再びスペイン領になることはなかった。

## 背景
スペイン継承戦争を終結させたラシュタット条約により、スペインはサルデーニャ島、イタリア半島、ネーデルラントの領地をすべて失った。サルデーニャ王国、スペイン領ネーデルラントとナポリ王国はオーストリアに割譲され、シチリア王国はサヴォイア公に割譲された。これらの領土は200年以上スペイン領であり、全て失われたことは名誉的でも実質的でも大打撃となった。
1717年、スペインは再び軍事大国になりつつあり、スペイン王フェリペ5世がイタリアと地中海における覇権を回復することに執念を燃やしたため、他のヨーロッパ大国、すなわちイギリス、フランス、オーストリアは、1713年のユトレヒト条約の体制を強化するために、シチリア王国を神聖ローマ皇帝カール6世に割譲しようとした。当然、この動きはシチリアを回復しようとしたスペインの不興を買った。この動きにスペインの異端審問官ホセ・モリーナ（José Molina）がミラノで逮捕されたことも加わり、フェリペ5世はかねてより探していた口実を得た。7月、フェリペ5世はバルセロナで準備された艦隊にサルデーニャへの侵攻を命じ、オーストリアとの戦端を開いた。

## スペインによるサルデーニャ征服
スペインの遠征軍の大半は7月24日にバルセロナを出港、残りは30日に出発した。マリ侯爵（Mari）率いるスペイン艦隊は戦列艦9隻、フリゲート6隻、ガレー船3隻、火船2隻、輸送船と商船合計80隻で構成された。スペイン陸軍の指揮官はレーデ侯爵で、歩兵8,500人と騎兵500人を有していた。
8月22日、スペイン軍はサルデーニャ島に上陸、ルビ侯爵率いる守備軍を蹴散らして全土を占領した。この速い勝利はサン・フェリペ侯爵（San Felipe）が島を巡遊し、オーストリア統治に不満を持った住民にスペイン統治に戻るよう呼び掛けたという心理的要因によるところが大きかった。アルゲーロとカステルサルドの要塞、および重要な都市のカリャリのみが抵抗した。しかし、ルビ侯率いるカリャリの守備軍は援軍が来ないこともあって、島の北部へ逃亡し、カリャリは10月4日に落城した。19日、レーデ侯とモンテマール公率いるスペイン軍はアルゲーロを包囲し、アルゲーロは25日に降伏した。カステルサルドも30日に落城、スペイン軍は完勝した。

## 影響

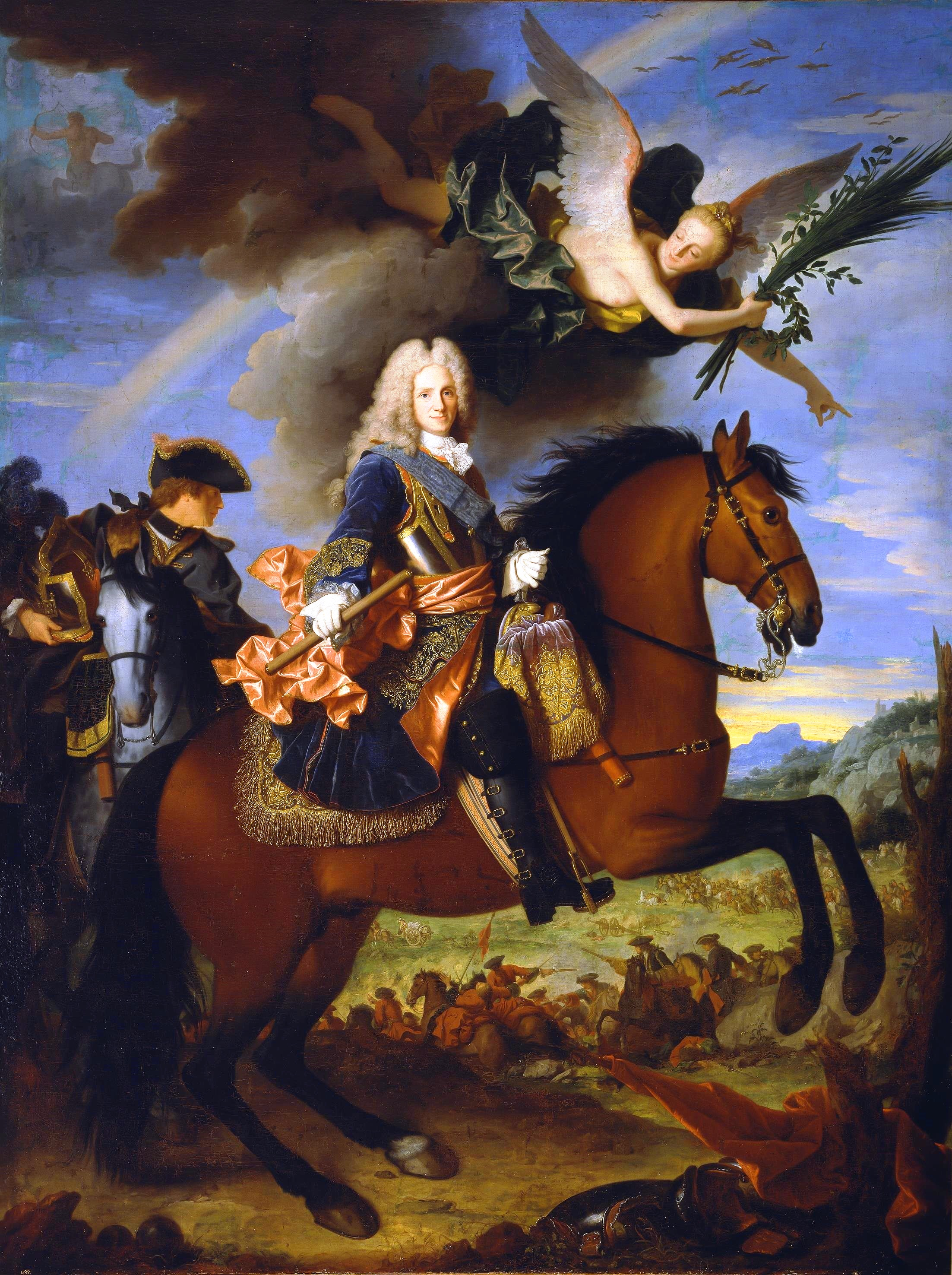
スペイン王フェリペ5世の乗馬像

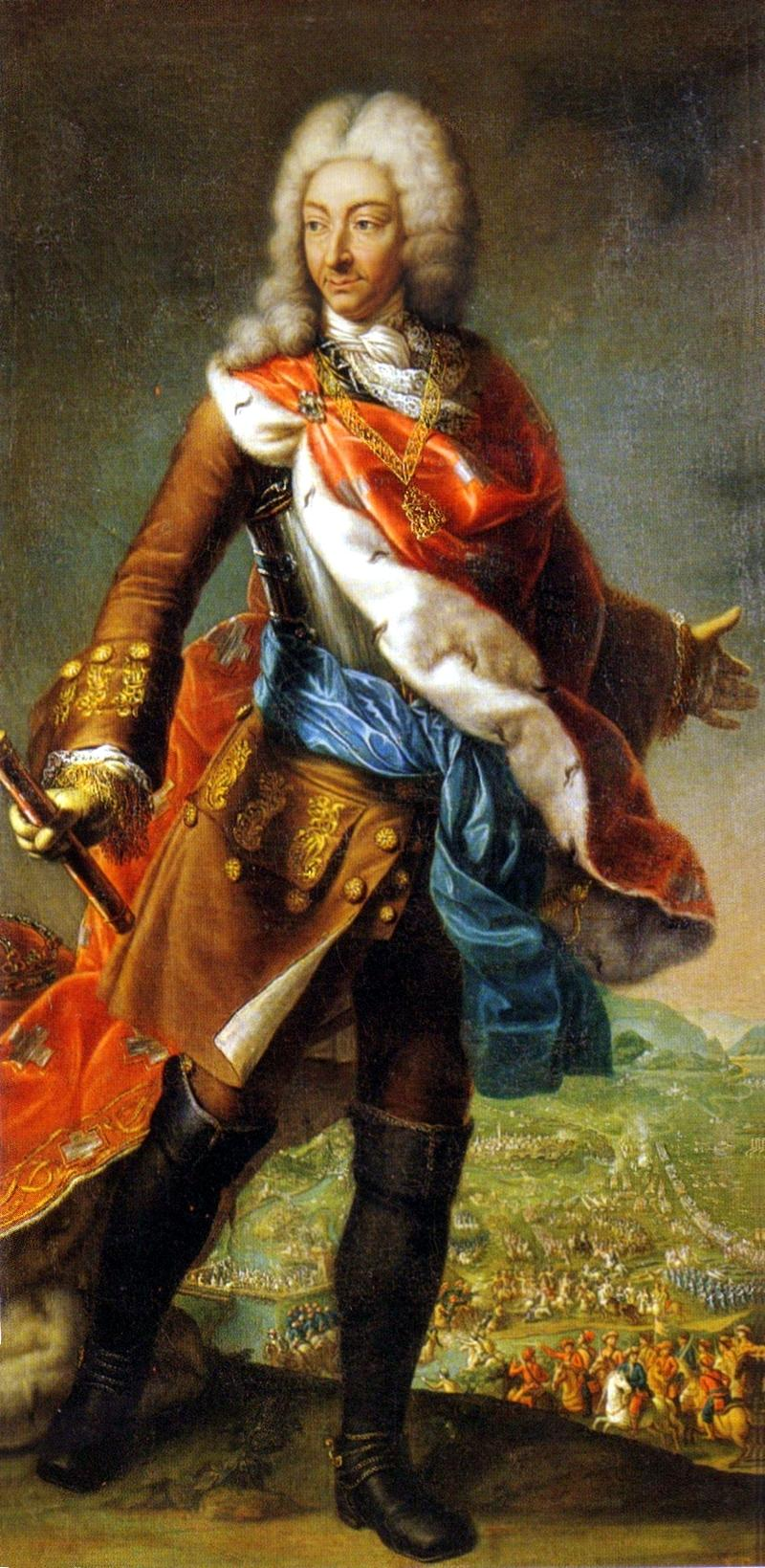
サヴォイア公ヴィットーリオ・アメデーオ2世

オーストリア軍は全ての資源を墺土戦争に投入しており、総指揮官のプリンツ・オイゲンはイタリアにおけるスペインとの大戦争を避けたかった。そのため、オーストリアの動きは鈍かった。しかし、1718年8月2日にオーストリアとオスマン帝国の間でパッサロヴィッツ条約が締結されると、四国同盟が結成された。
一方、スペインは1718年7月に今度は3万人（竜騎兵4個連隊を含む）の指揮をレーデ侯に任せ、さらに船350隻と大砲250門以上も加えて、シチリア島に侵攻した。スペイン軍は7月7日にパレルモを占領、続いて二手にわかれ、レーデ侯はシチリア島沿岸を進み7月18日から9月30日までメッシーナを包囲、モンテマール公は島の残りを征服した。
フランス、オーストリア、イギリスはスペインにシチリアとサルデーニャからの撤退を要求したが、サヴォイア公ヴィットーリオ・アメデーオ2世はスペイン首相のジュリオ・アルベローニ枢機卿と反オーストリア同盟の交渉を始めたため、不明確な立場をとった。